# Paspalum ekmanianum
Paspalum ekmanianum är en gräsart som beskrevs av Johannes Jan Theodoor Henrard. Paspalum ekmanianum ingår i släktet tvillinghirser, och familjen gräs. Inga underarter finns listade i Catalogue of Life.